# Oligoryzomys pachecoi
Oligoryzomys pachecoi és una espècie de mamífer rosegador de la família dels cricètids. És endèmic de Bolívia, on viu a altituds d'entre 1.280 i 1.960 msnm. El seu hàbitat natural són les selves nebuloses de muntanya. Té una llargada de cap a gropa de 96 mm. Aquest tàxon fou anomenat en honor del mastòleg peruà Víctor Raúl Pacheco Torres. Com que fou descoberta fa poc, encara no se n'ha avaluat l'estat de conservació.